# Thomas Daniel
Thomas Franklin Daniel (1954) is een Amerikaanse botanicus die is gespecialiseerd in de familie Acanthaceae.
In 1975 behaalde hij zijn Bachelor of Arts aan de Duke University. In 1980 behaalde hij zijn Ph.D. aan de University of Michigan. In 1981 was hij daar lecturer ('universitair docent'). Tussen 1981 en 1985 was hij assistent-conservator van het herbarium van de Arizona State University.
Vanaf 1986 is Daniel verbonden aan de afdeling botanie van de California Academy of Sciences, in 1986 en 1987 als assistent-conservator, tussen 1988 en 1991 als associate-conservator en vanaf 1991 als volwaardig conservator. Hij is anno 2009 de voorzitter van de afdeling botanie, een functie die hij ook bekleedde tussen 1988 en 1990 en tussen 1994 en 1996. Vanaf 1998 is hij onderzoekshoogleraar aan de San Francisco State University. Ook is hij als onderzoeker verbonden aan het Arizona-Sonora Desert Museum.
Daniel is lid van de American Society of Plant Taxonomists, waarvan hij in 2001 en 2002 de voorzitter was. Hij is lid van de California Botanical Society, waarvan hij tussen 1986 en 1989 de penningmeester was. Vanaf 2003 is hij fondsenmanager van de Stanley Smith Horticultural Trust. Hij is verkozen als Academy Fellow van de California Academy of Sciences en hij is lid van de International Association for Plant Taxonomy. Vanaf 1994 is hij verbonden aan het Species Plantarum Project.
Daniel doet onderzoek naar leden van de plantenfamilie Acanthaceae uit de Nieuwe Wereld. Hij richt zich met name op de soorten die van nature voorkomen in Mexico. Hij onderzoekt de taxonomische relaties tussen de diverse soorten, waarbij hij gebruikmaakt van gegevens met betrekking tot de morfologie, de aantallen chromosomen en de ecologie van de bestuiving. De studie van de bestuiving omvat de registratie van de soorten bestuivers, de analyse van de samenstelling van de nectar en experimentele studies van planten die in een broeikas worden gekweekt. Hij houdt zich verder bezig met floristiek in het westen van de Verenigde Staten en Mexico. Hierbij richt hij zich op de flora van San Francisco en de flora van de bergen in Arizona en Sinaloa.
Thomas is de (mede)auteur van artikelen in wetenschappelijke tijdschriften als American Journal of Botany, Annals of the Missouri Botanical Garden, Brittonia, Kew Bulletin, Nordic Journal of Botany, Novon en Systematic Botany. Hij is als schrijver verbonden aan de Flora of China, een beschrijving van de flora van China waarvoor hij de familie Acanthaceae behandelt. Tevens is hij verbonden aan de Organization for Flora Neotropica (OFN), een organisatie die als doel heeft om een gepubliceerd overzicht te geven van de flora van de neotropen. Hij is de (mede)auteur van meer dan 160 botanische namen, van met name taxa binnen de familie Acanthaceae.